# J-båt

J-båt

J-båt är en långkölad segelbåtstyp som bland annat användes under America's Cup 1930-1937. I dag finns endast tre av de ursprungliga J-båtarna kvar; Shamrock V, Endeavour, Velsheda.
År 2017 sjösattes en nybyggd J-båt, Svea, byggd vid Vitters varv i Nederländerna efter Tore Holms ritningar från 1930-talet.

## Kända J-båtar
- Shamrock V
- Endeavour
- Velsheda